# Eimeria stiedai
Eimeria stiedai – gatunek należący do królestwa Protista, rodziny Eimeriidae, rodzaju Eimeria. Wywołuje u królików chorobę pasożytniczą – kokcydiozę. Eimeria stiedai pasożytuje w nabłonku przewodów żółciowych wątroby.
Oocysty pojawiają się w kale po 15–17 dniach.